# Crimson Falls
Crimson Falls es una banda de deathcore originaria de Bélgica. Fue creada en el 2002 por Kristof Damen, Ringo Van Dingenen y Sigi Loots, que mientras la banda no estuvo completa, escribieron las primeras letras de sus canciones. Filip Van Damme y Maarten Van Houdt se unieron más tarde a la banda, quedando completa.
El estilo de la banda es una combinación de las voces guturales del death metal, con gritos y breakdowns del metalcore. Sus líricas generalmente tratan sobre problemas del hombre, tragedias, etc.

## Miembros

### Miembros actuales
- Wim Jacobs - voz (2004-presente)
- Kristof Damen - guitarra
- Jeroen "Jay" - guitarra
- Tom Trancez - bajo (2006-presente)
- Yoeri Seynaeve - batería

### Miembros pasados
- Filip Van Damme - voz (2002-2003)
- Maarten Van Houdt - bajo (2002-2006)
- Sigi Loots - batería
- Ringo Van Dingenen - guitarra

## Discografía

### Álbumes de estudio
- The True Face of Human Nature (2006)
- Fragments of Awareness (2009)
- Downpours of Disapproval (2013)

### EP
- The Dead EP (2008)
- Ruins 2k5 EP (2005)